# Otto I de Suabia și Bavaria

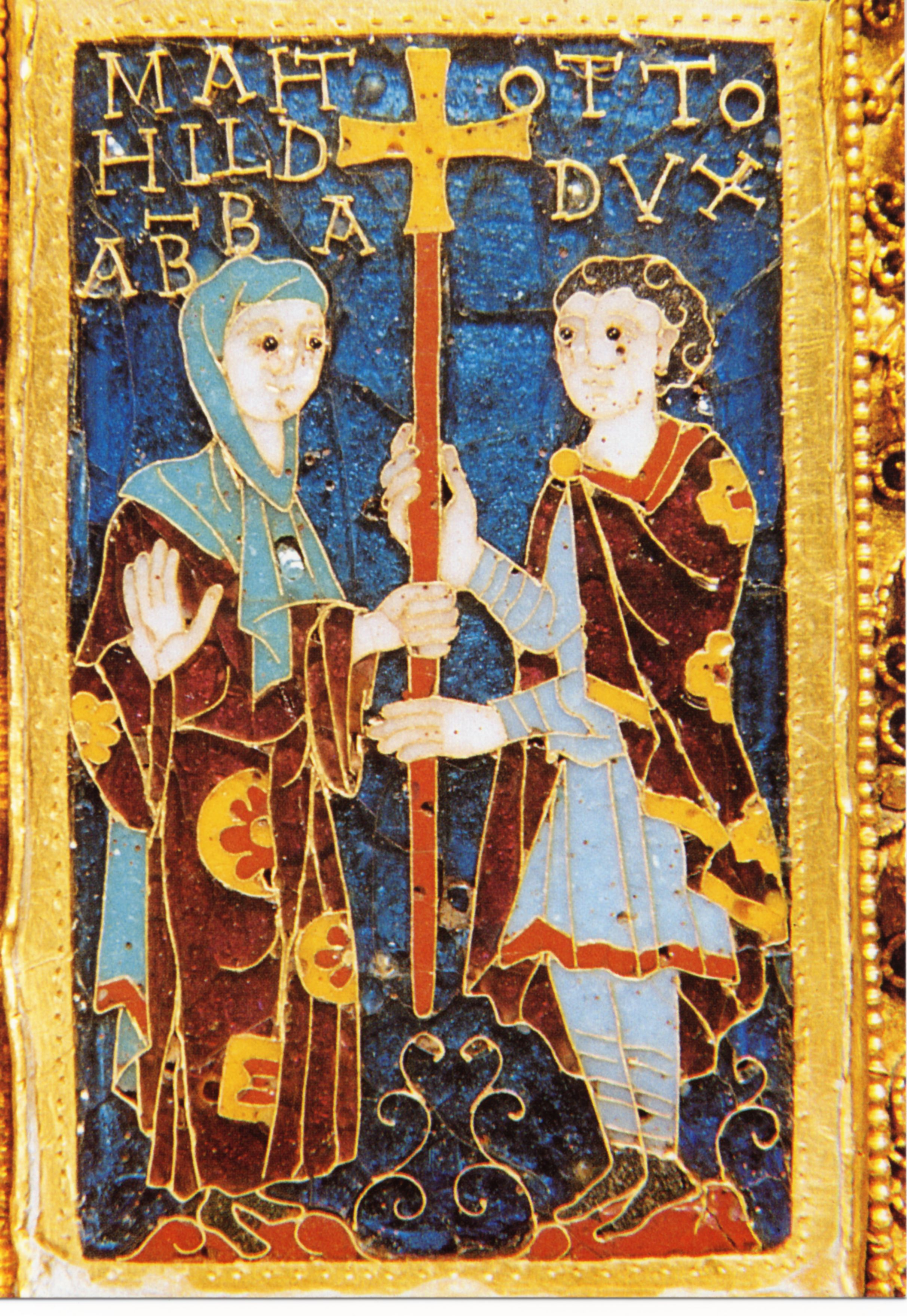
Ducele Otto alături de sora sa, detaliu de pe cruce ottoniană

Otto I (n. 954 d.Hr. – d. 31 octombrie 982 d.Hr., Lucca, Toscana, Italia) a fost duce de Suabia de la anul 973 și de Bavaria din 976 până la moarte.
Otto a fost fiul ducelui Liudolf de Suabia cu soția sa Ida și prin aceasta nepot al împăratului Otto I "cel Mare".
Duce de Suabia din 973, Otto a fost numit și duce de Bavaria din 976, după ce Henric al II-lea "cel Certăreț" și-a pierdut posesiunile sale bavareze ca urmare a rebeliunii împotriva împăratului Otto al II-lea. El a fost confident al acestuia în timpul Războiului celor Trei Henrici, iar în 982 l-a însoțit pe împărat în campania acestuia din Italia împotriva arabilor. Otto a supraviețuit înfrângerii imperiale de la Stilo, din apropiere de Crotone din 13 iulie 982 și unei ambuscade ulterioare a sarazinilor. Împăratul l-a desemnat să ducă vestea înfrângerii în Germania, însă ducele a murit pe drum, în orașul Lucca. Otto a fost înmormântat în Aschaffenburg.